# Desafuero contra Andrés Manuel López Obrador

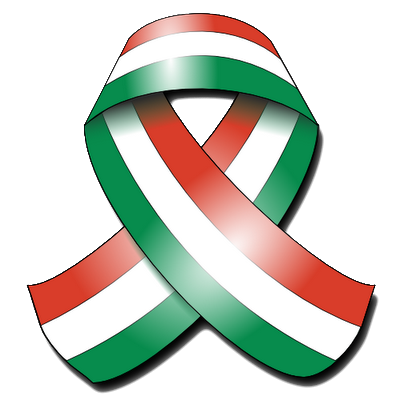
El listón tricolor sería el distintivo de los militantes de la resistencia civil pacífica contra el desafuero.

El desafuero de Andrés Manuel López Obrador es uno de los procesos legales más famosos en la historia mexicana reciente. Ocurrió durante los años 2004 y 2005. Los preparativos, sus causas y su desenlace fueron uno de los temas más polémicos en la sociedad de ese país.

## Inicios y cronología

### Antecedentes
El predio conocido como “El Encino” fue adquirido en 1969 por dos particulares a través de la constitución de un fideicomiso conformado en ese mismo año, en 1991 su propiedad fue transmitida a un consorcio privado conservando la misma superficie de acuerdo a la normatividad vigente. En 1999 se inscribió en el registro público la venta de una fracción del predio en favor del gobierno federal, pero fue en el año 1998 en que se formalizó el acuerdo de compra-venta entre el gobierno federal y el consorcio dueño para hacer posible la construcción de un tramo de la autopista México-Toluca. El 10 de noviembre del año 2000 el gobierno del Distrito Federal, encabezado en aquel momento por Rosario Robles, realizó la expropiación del predio. En diciembre de ese mismo año los propietarios promovieron un amparo objetando la acción de la autoridad pública, mismo que ofreció elementos de base que variaban la extensión supuesta del terreno, después en la respuesta que hiciera el gobierno de la ciudad se hizo notar que la extensión alegada por el dueño no correspondía a la escritura pública. Para el desahogo del juicio de amparo tanto el gobierno local como el propietario allegaron a la autoridad judicial competente periciales de topografía sostenido versiones encontradas sobre la verdadera extensión del paraje.
Analistas en el caso consideraron que el decreto expropiatorio en realidad solo afectaba la parte norte del predio, lo que fue aprovechado por sus dueños para reclamar el acto de autoridad como si afectara todo el predio en su conjunto, así como para reclamar la propiedad puesta en duda de esa fracción y de terrenos que no correspondían propiamente a los dueños quejosos. La persona física que se ostentó como propietaria y promovió el amparo, de nombre Federico Escobedo, no solo denunció al gobierno capitalino, sino también a otras cinco empresas con propiedades colindantes con la suya. En el año 2004 el nuevo Jefe de gobierno de la ciudad; López Obrador, dispuso la realización de obras en el paraje para construir una vía alterna que diera acceso al Hospital ABC, una institución privada de atención médica.
El gobierno capitalino había tenido éxito reciente con la recuperación de 20 hectáreas, en uno de los muchos juicios en que participaba el gobierno de la ciudad, con una sentencia judicial respecto al predio conocido como “La Mexicana”, propiedad del mismo presunto dueño de El Encino, lo que representó un ahorro para el presupuesto de la ciudad de 2 mil millones de pesos, que pudieron ser redirigidos a la vasta obra social realizada en la capital del país. El litigio sobre “La Mexicana” se resolvió favorablemente para la administración de la ciudad en un juicio que también había sido iniciado por la interposición de un amparo. Los 800 metros de la vialidad que daban el acceso al Hospital ABC fueron inaugurados en presencia de algunas personalidades, como Carlos Slim, y de los directivos de esa institución.
El gobierno de la capital del país hizo público, en el 2004, que el promovente del amparo planteó el desistimiento de las acciones legales emprendidas sobre el predio El Encino, a cambio de que la ciudad le cediera la propiedad entera del terreno “La Mexicana”, de un valor económico superior respecto al primero. Se criticó que un juez diera el amparo a pesar de que en el decreto expropiatorio de noviembre del 2000 se hiciera mención de que era para atender a la normativa de desarrollo de la zona, y que contaba además con la aprobación del comité de patrimonio inmobiliario.
En ese mismo año surgió otro litigio, emprendido por otro particular, en contra de Escobedo (el presunto apoderado de El Encino) disputando la propiedad del paraje, el particular alegó que un juzgado había certificado su propiedad y que Escobedo carecía de las escrituras como para emprender acción legal alguna. Diego Fernández de Cevallos se incorporó a la asesoría legal de Escobedo. El particular sostuvo que un terreno mayor había sido fraccionado en predios con distintos nombres a lo largo de los años, para poder emprender litigios contra el gobierno, como era el caso de El Encino, y que había sido objeto de amenazas de otros particulares por la politización del asunto.
En septiembre de 2003 la sala segunda de la Suprema Corte de Justicia de la Nación dictaminó por unanimidad de votos dejar sin efectos la resolución judicial por la cual se ordenaba cesar los trabajos hechos en los predios expropiados en El Encino, y que fue tomada por la Procuraduría General de la República (PGR) como la base para acusar al Jefe de gobierno de desacato, al ser esto cuestionada por la prensa la autoridad ministerial, a propósito de la cruzada empeñada en consumar el desafuero, ésta rehusó responder a por qué de todas maneras prosiguió en su acusación contra el titular del gobierno capitalino. La resolución tomada por la corte fue presentada por el ministro Genaro Góngora Pimentel y acompañada por los ministros Salvador Aguirre Anguiano y Guillermo I. Ortiz Mayagoitia. En esta misma revisión que hiciera la corte se desestimaron los señalamientos que hiciera la PGR de que las obras en proceso llevadas por el gobierno capitalino eran inviables, por ser tales señalamientos insuficientes y no cumplir con los requisitos exigidos de ley.
La zona de los trabajos era Santa Fe, delegación Cuajimalpa, con el amparo en proceso, el juez concedió una suspensión provisional, mas no definitiva, sobre la realización de las obras, tiempo después el quejoso alegaría que tal suspensión no fue acatada por el gobierno de la ciudad con un nuevo recurso, un juez federal consintió unilateralmente en que si bien podía no haber incumplimiento; el cumplimento, por lo menos, pudo haber sido dilatorio.

### El proceso en marcha

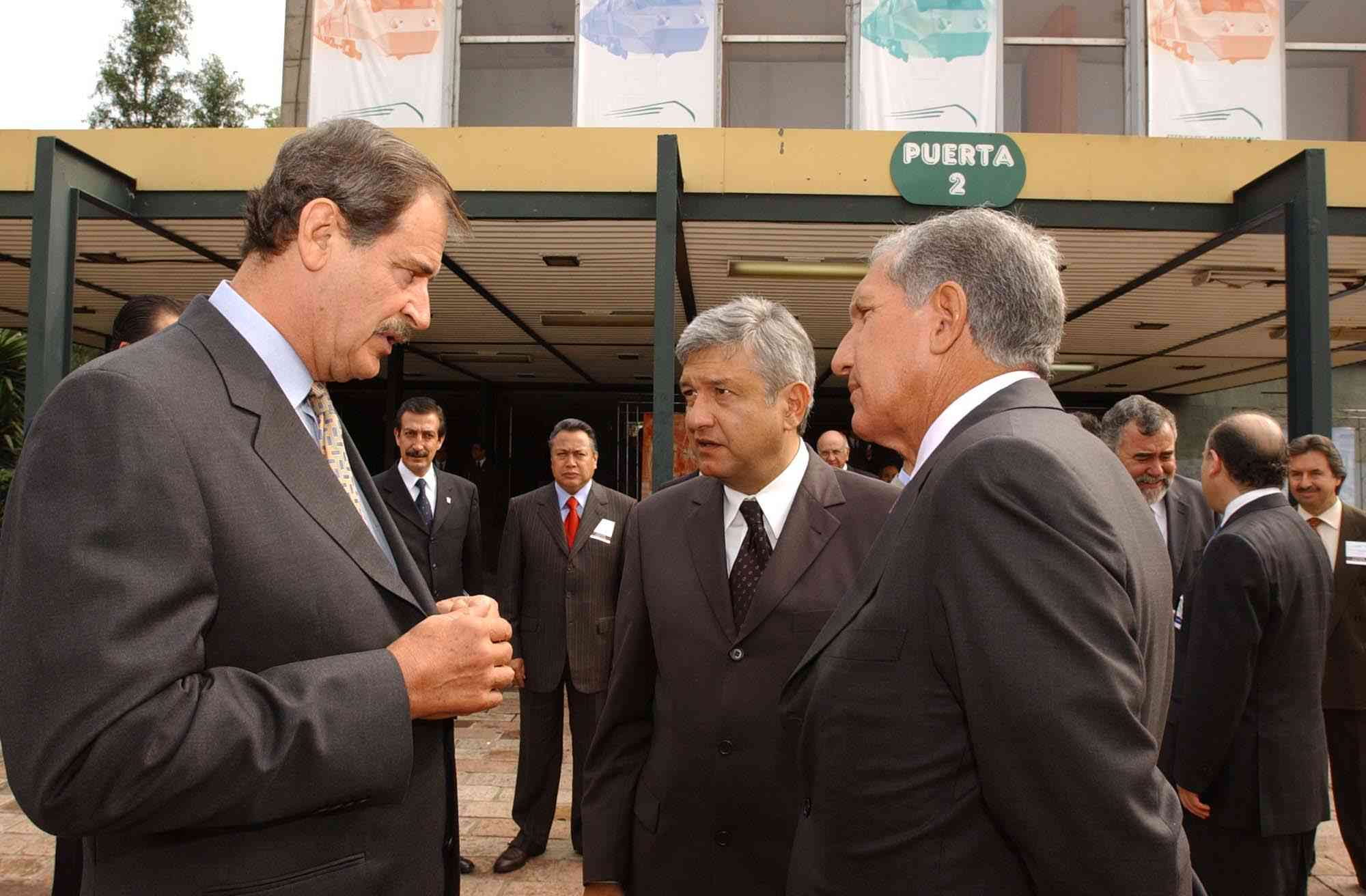
El presidente Vicente Fox, el Jefe de gobierno del D.F. Andrés Manuel López Obrador y el gobernador del Estado de México, Arturo Montiel Rojas.

El 18 de mayo de 2004 la PGR envió a la cámara de diputados la solicitud de desafuero del Jefe de gobierno del Distrito Federal, después de admitir que había sido un error intentar tramitarlo a través del senado de la república, una vez que esto ocurrió se inició el procedimiento en la cámara baja para dar trámite al mismo y que esta cámara pudiera erigirse en jurado de procedencia.
Alfonso Durazo, ex secretario particular del presidente Fox, presentó su renuncia en 2004 debido a fricciones políticas con Marta Sahagún (quien aspiraba abiertamente a la candidatura presidencial del PAN), en su carta de renuncia hecha pública, Durazo señalaba que la trama contra el Jefe de gobierno era con el propósito de favorecer las intenciones sucesorias de la pareja presidencial, por lo cual el mandatario capitalino solicitó a la cámara de diputados una comparecencia, aunque fuese por escrito, del presidente de la república para explicar directamente los motivos del proceso que se le seguía. El embajador de México ante la Unión Europea, Porfirio Muñoz Ledo, renunció también en ese mismo año a su encomienda al mostrar su franco desacuerdo con el gobierno de Fox, empeñado en la medida. El ex embajador comentó que México estaba conduciéndose de la transición democrática a la conspiración autoritaria y que de concretarse el desafuero la democracia en el país sería puesta en duda en el extranjero, acusando que los acuerdos secretos entre los partidos negaban la transparencia de un proceso democrático (sobre la negociación PAN-PRI que habría después para concretar el desafuero).
Legisladores del PRD en la Asamblea Legislativa del Distrito Federal acudieron con un notario público a El Encino para acreditar que no se estaba realizando ninguna obra, el fedatario apuntó que por las condiciones del predio podía decirse que no se estaban realizando obras por lo menos desde hace ocho meses o un año atrás. Los diputados señalaron que interpondrían una controversia constitucional contra el gobierno federal por “inexacta aplicación de la ley” en el caso, así como que allegarían el dictamen notarial a la cámara de diputados, junto con otras opiniones de especialistas, para comprobar que el procedimiento solicitado por el gobierno federal era un “uso faccioso de las instituciones” con claros fines políticos. Martí Batres, subsecretario de gobierno de la ciudad, dijo que tendría que investigarse además la supuesta legitimidad del apoderado de El Encino, por los otros conflictos legales que estaba enfrentando y por el intento de apropiación ilegal de varias hectáreas más en la capital del país. El Secretario de Gobierno del Distrito Federal; José Agustín Ortiz Pinchetti dijo ante el caso, que el mismo había girado la orden para suspender los trabajos de construcción y acusó al gobierno federal de pretender hacer un "uso sucio y faccioso de la ley" con claros fines políticos.
La duración del proceso era indeterminada, por los largos periodos para el deshago de pruebas y su ampliación todavía mayor en ocasiones, los otros casos en trámite y además los periodos de receso del congreso.
El 1 de abril de 2005 un subcomité de cuatro diputados permitió el que se realizara el voto del desafuero en el pleno de la cámara de diputados, lo que habría de suceder seis días más tarde, el 7 de abril, en donde en una sesión de la cámara, erigida en jurado de procedencia, se desarrollaron los alegatos legales de la procuraduría y del inculpado. El representante de la PGR, Carlos Vega Memije, se mantuvo en su versión de que el enredo del desafuero era solo de carácter legal, aunque él cayera también en arengas políticas llamando a los diputados a aprobar la consumación del proceso. Su exposición duró más de 30 minutos y excedió el tiempo acordado por la cámara, lo que fue permitido discrecionalmente por el presidente de la mesa directiva Manlio Fabio Beltrones, quien tuvo que pedirle a Vega Memije que concluyera una vez que los diputados perredistas reclamaran al percatarse del hecho.

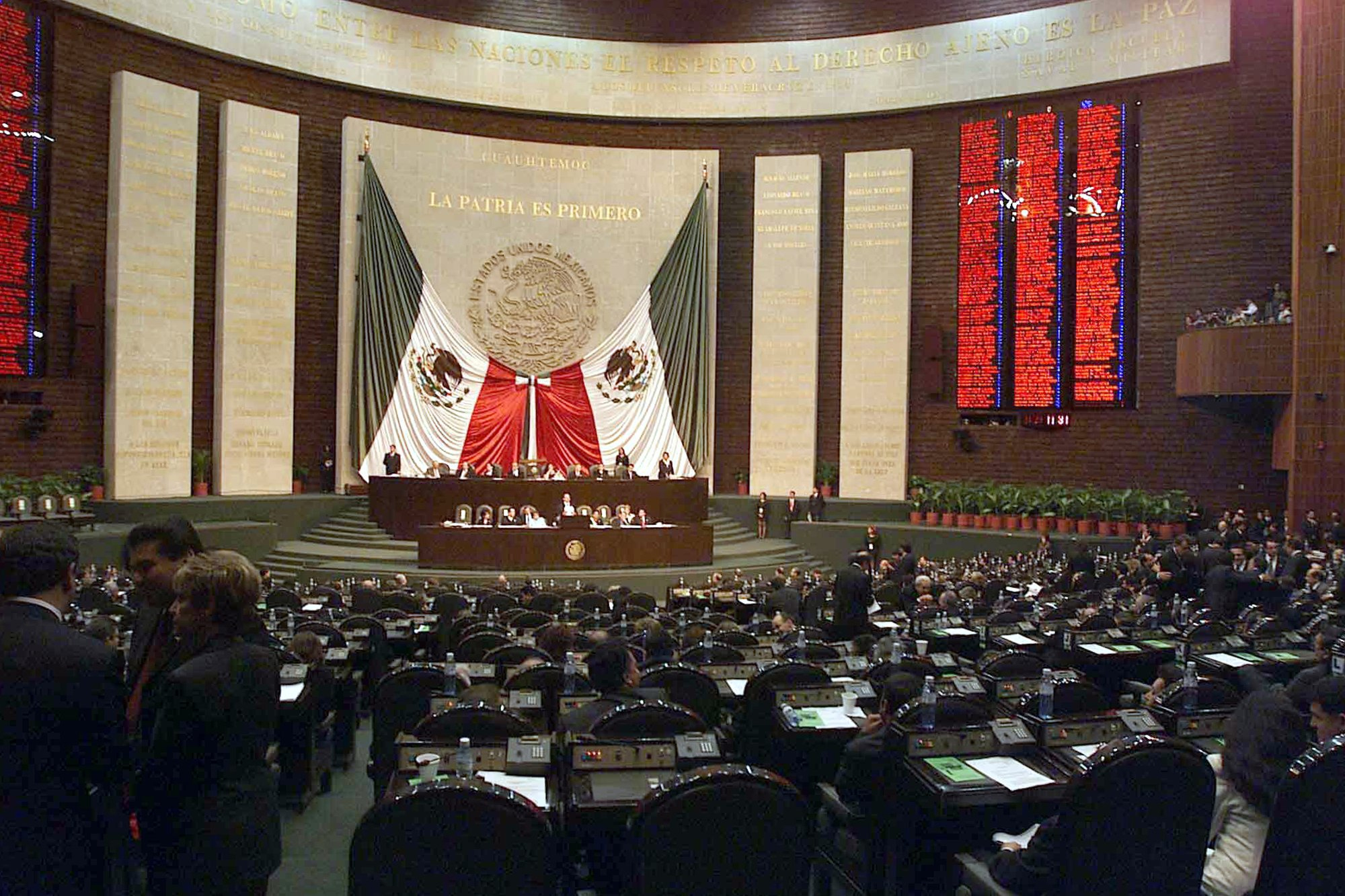
Pleno de la cámara de diputados, órgano encargado de votar sobre la procedencia del desafuero.

En su intervención de defensa el Jefe de gobierno hizo un recuento del contexto del momento, el proceder del gobierno y la intervención de los poderes fácticos: narró el episodio de una reunión del presidente con empresarios, en casa del magnate Rómulo O´Farril, quienes le reclamaron su incapacidad para imponer privatizaciones y otras políticas neoliberales que esperaban, urgiéndole que para su sucesión no permitiera por ningún motivo que el “populista” de Andrés Manuel llegara a la presidencia de la república, reiterando que por esas motivaciones cuestionables Vicente Fox era el principal instigador del desafuero. Habló de la gran impunidad del pasado reciente (por casos como el Fobaproa y el Pemexgate) e ironizó que se le pretendiera juzgar por haber intentado abrir una calle para comunicar a un hospital. Manifestó a los diputados que no esperaba nada de ellos, pues sabía que actuarían por la consigna de las dirigencias de sus partidos, y concluyó: “Ustedes me van a juzgar, pero no olviden que todavía falta, que a ustedes y a mí, nos juzgue la historia. Viva la dignidad. Viva México”.
En una sesión que duró 9 horas y media, a donde asistieron 489 de los 500 diputados, se consumó el desafuero con 360 votos a favor (principalmente del PAN-PRI), 127 en contra (principalmente del PRD-PT) y dos abstenciones (un diputado del PRI y la entonces diputada federal panista Tatiana Clouthier, hija del excandidato presidencial Manuel Clouthier).
Destacó que para hablar del dictamen, sorpresivamente en contra, intervino el entonces diputado federal priista Roberto Campa Cifrián, quien en tribuna afirmó: “El origen de todo esto no es que López Obrador sea un delincuente; sino que es un candidato peligroso, que nos va a ganar”, alegó también que el PRI permitió el arribo de Fox a la presidencia a sabiendas de que era un “ignorante de la historia, fundamentalista y representante de la derecha radical” por respeto a la democracia, y que en democracia era el voto el que debía decidir, a la vez que advirtió los riesgos que implicaba el desafuero para la paz social. Tampoco faltaron los tintes picarescos o cómicos durante la sesión, como cuando la diputada priista de línea dura, Sofía Castro, gritó: “Muera el peje”, para celebrar la decisión tomada por el pleno. 
Al día siguiente se publicó en la sección de cartones de La Jornada, Milenio, El Universal y Diario Monitor (este último dirigido por José Gutiérrez Vivó), un fondo negro con la leyenda: “La justicia ha muerto ¡No a la canallada del desafuero!”. Las editoriales de medios internacionales considerados influyentes como: The Washington Post, The New York Times, Los Ángeles Times, y el Chicago Tribune expresaron públicamente que el desafuero era una mala decisión, con opiniones de que la maniobra marcaba un retroceso para la democracia mexicana y que la campaña presidencial de 2006 tomaba ya el aire de los viejos malos tiempos. The Washington Post iría un paso más adelante al describir a López Obrador como un “guerrero de las clases” y “un campeón incansable de los menos privilegiados” en lucha contra una “élite corrupta”, a través de un drama político inédito en la nación.
El 20 de abril de 2005 dos diputados locales del PAN en la Asamblea Legislativa (Gabriela Cuevas y Jorge Lara) pagaron una fianza de 2 mil pesos fijada por el ministerio público, a fin de que con ello el Jefe de gobierno siguiera su proceso sin ser consignado, sin su conocimiento ni consentimiento, alegando que era para evitar que: “López se hiciera la víctima”. En días posteriores familiares de personas privadas de su libertad se presentaron a la Asamblea Legislativa exigiendo que el PAN pagara sus fianzas, mientras que el abogado Javier Quijano, defensor del Jefe de gobierno ante el caso, calificó a los diputados de “sonsos” y denunció la ilegalidad del acto.
Se organizó luego una protesta de ciudadanos que hicieron una colecta, en donde lograron reunir los 2 mil pesos en un bote de plástico solo con monedas y fueron a dejarlos a la curul de Gabriela Cuevas, calificando a los diputados de “ridículos” y “transas”, mientras sostenían pancartas con frases como: “La dignidad no vale 2 mil pesos”. Un juez desecharía después la fianza al declarar que por la naturaleza en cómo se había dado era contraria a la ley.

### Reacciones e impacto social
La gran mayoría de los actores políticos y sociales más relevantes del país manifestaron en alguna medida su postura respecto al caso, dado que fue el tema político principal hasta el inicio abierto de la contienda electoral del 2006. La credibilidad y la confianza ciudadana en el gobierno inicio un proceso de erosión desde que decidió aventurarse en la medida, por la percepción de que tal era autoritaria, e incompatible con el anhelo de cambio democrático, que el gobierno iniciado en el año 2000 había representado al ser la primera alternancia formal luego de décadas de un viejo régimen que precisamente había inhabilitado a la democracia, y después de esfuerzos de reformas electorales realizadas a lo largo de los años para lograr un México más democrático.

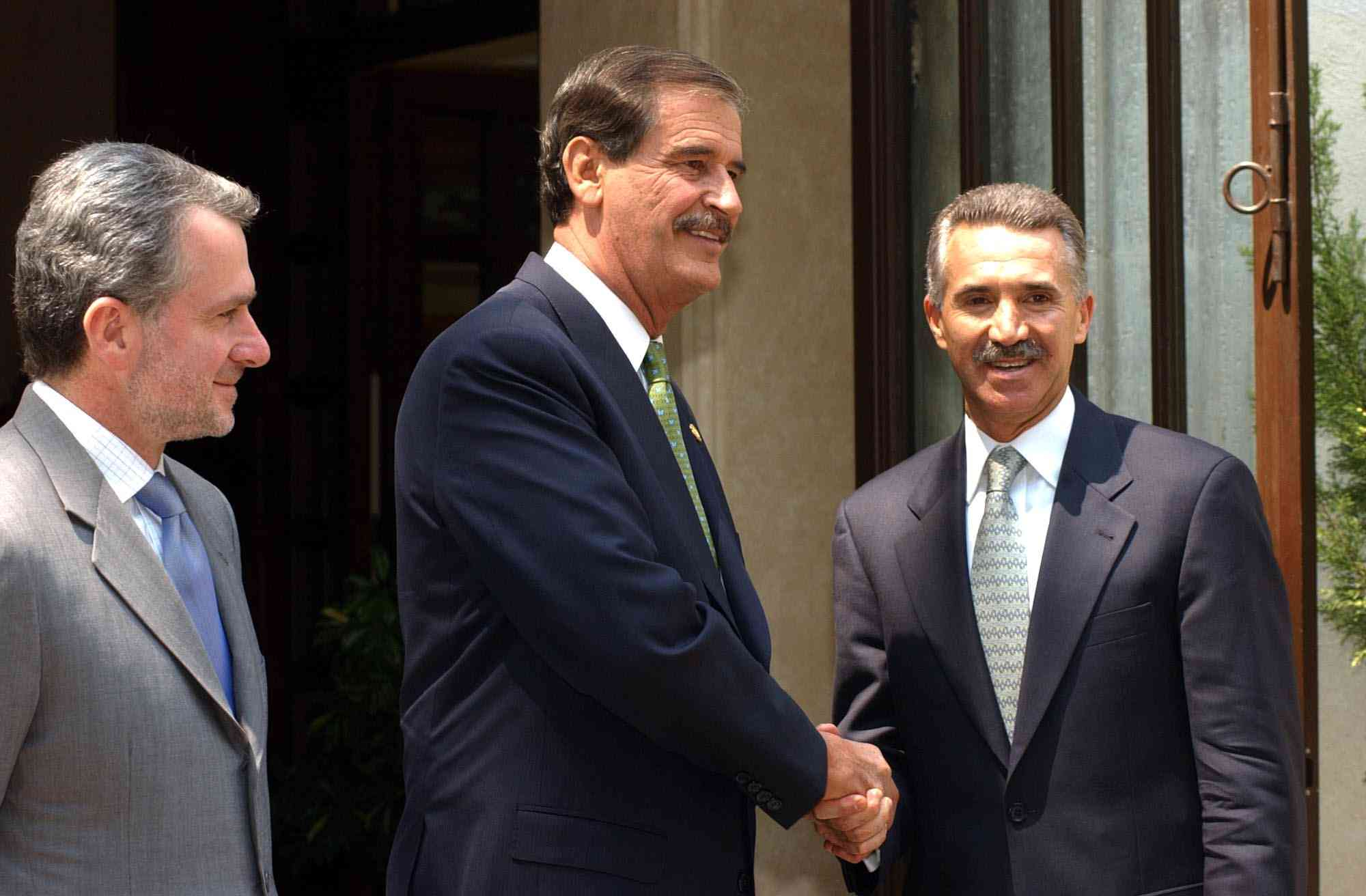
Fox, el secretario de gobernación Santiago Creel y el presidente nacional del PRI, Roberto Madrazo.

El proceso de desafuero tuvo en la percepción social un impacto de fraude anticipado, toda vez que se sostuvo como una opinión muy difundida que el impedir al probable candidato más popular participar en una elección presidencial en puerta constituía una violación a la libertad del sufragio. Un atentado al derecho de los ciudadanos a elegir a sus gobernantes. Existió también la ponderación de que el actuar del gobierno pretendía evitar, ilegítimamente, el riesgo de que el partido incumbente perdiera la próxima elección, sacando de la contienda al principal contrincante. El caso dio pie a una serie de manifestaciones legales y pacíficas que se autodefinieron, en esencia, defensoras de salvaguardar la incipiente democracia electoral mexicana. De manera posterior existió también la percepción de que la caída del proceso había sido una victoria democrática cívica; de que la sociedad había derrotado a una tentación autoritaria y que la masiva movilización ciudadana pacífica había hecho rectificar a la voluntad presidencial.
El discurso de supuesta defensa de la legalidad tomado por el gobierno federal y los partidos que lo ocuparon fue duramente cuestionado, por ser considerado vacío y falaz por sus críticos, quienes señalaban que la legalidad nunca antes había sido defendida por los actores políticos que decían reivindicarla, y también, por la gran percepción de incredulidad de parte de la sociedad hacia los discursos oficiales que hablaban de la legalidad, pero que antes estuvieron directamente involucrados en su violación y en la omisión de su cumplimiento. Hablar de Estado de derecho fue ampliamente considerado simple retórica pura por parte de un gobierno empecinado en descarrilar un proyecto político no afín.
José Luis Soberanes, presidente de la Comisión Nacional de los Derechos Humanos, advirtió que el desafuero era improcedente porque la ley penal no establecía sanciones claras a supuestas violaciones a la suspensión, y porque se estaría en un caso de discriminación, debido a que en otros casos análogos no había habido acción penal contra otros funcionarios acusados de desacato. En abril de 2005 algunos medios informaban que el 70% de la población rechazaba el desafuero.
Es de destacarse igualmente que en los 11 meses en que el caso se mantuvo en vilo ocurrió un manejo errático y a veces hasta contradictorio por parte del gobierno y su procuraduría: en la penúltima semana del mes de abril la presidencia consideró conceder un indulto al Jefe de gobierno; nunca quedó definido con claridad si el Jefe de gobierno se mantenía en su encargo aun y cuando el desafuero se había consumado en la cámara baja, aunque para enfrentar de tiempo completo su proceso el Jefe de gobierno solicitó licencia y dejó en el cargo al secretario de gobierno de la ciudad, Alejandro Encinas; hubo la amenaza posterior del gobierno federal de que si se presentaba a trabajar luego del mismo incurriría en usurpación de funciones; los dichos de la presidencia de que la consignación vendría hasta después de que la suprema corte resolviera las controversias interpuestas en el caso; la realización de conferencias de prensa diarias por parte de la presidencia en donde el vocero Rubén Aguilar arremetía con críticas de todo tipo contra el “señor López”; y la aceptación ilegal de una fianza por parte de terceros sin el consentimiento del inculpado.
Hubo igualmente puntos muy bajos en medio de la extendida guerra de declaraciones en la discusión pública, como cuando el secretario de gobernación, Santiago Creel, le lanzó una bravata al Jefe de gobierno diciéndole que enfrentara el proceso “como hombrecito”.
La cobertura mediática permanente a todos los sucesos relacionados, la crispación política emprendida en un inicio por el gobierno, el tensado ambiente preelectoral y la polarización creciente, generaron manifestaciones visibles cuando hubo connatos de violencia como los que se produjeron en el tianguis turístico de Acapulco, visitado por Fox, y en donde por tal motivo se prohibió la entrada a ciudadanos que llevaban el distintivo tricolor de protesta, emblema de la resistencia civil, el desalojo violento de diputados federales del PRD que intentaron instalar un plantón en las cercanías del rancho San Cristóbal (de la familia Fox), y la intimidación llevada a cabo contra un estudiante que increpó al presidente con motivo del desafuero, sosteniendo una cartulina con la leyenda: “Fox, traidor a la democracia”, quien a su vez reaccionó de una manera airada contra el joven.
El juez que llevaba el caso remitió de regreso el expediente a la PGR al considerar que la acusación hecha contra el Jefe de gobierno estaba mal formulada. La PGR reconoció posteriormente además que la naturaleza del delito imputado era ambigua respecto a la aplicación de la pena, motivo por el cual, en última instancia, la PGR justificó su no ejercicio de la acción penal, algo que en repetidas veces varios juristas señalaron oportunamente, llegando a calificar el proceso emprendido contra el Jefe de gobierno como “aberrante”, e indicando que el verdadero quebranto de la ley era el procedimiento iniciado en sí.
En la glosa del 4º informe del gobierno federal encabezado por Vicente Fox (en 2004), llevado a cabo en San Lázaro, la trama del desafuero fue la que predominó en las posiciones de los partidos políticos, el PRD realizó una andanada de críticas hacia la administración federal, y respecto al desafuero; acusó la pretensión de hacer perdurar un modelo de presidencialismo autoritario. El senador coordinador de este partido, Jesús Ortega Martínez dijo que se pretendía: “reestablecer en Los Pinos la facultad de decidir quién debe gobernar”, en contrapartida, el panista Jorge Zermeño Infante dijo que el desafuero era: “someter a gobernantes y gobernados al imperio de la ley”, en tanto el PRI pareció mostrar una posición más mesurada; al advertir al gobierno federal que son los ciudadanos los que deben decidir en las urnas quienes deben ser sus gobernantes. El senador de ese partido, Ernesto Gil Elourduy, manifestó que: “al país no le sirve judicializar la política” y ante las denuncias de intervención del gobierno federal a favor del PAN en el reciente proceso electoral en Veracruz, dijo que: “Veracruz es un laboratorio oprobioso que apunta al 2006”. Los legisladores reclamaron en tribuna la mala relación que habían sostenido con el ejecutivo, la estridencia del gobierno por el desarrollo del desafuero y la falta de acuerdos, desde la presidencia, para darle estabilidad a México y solucionar los problemas nacionales.

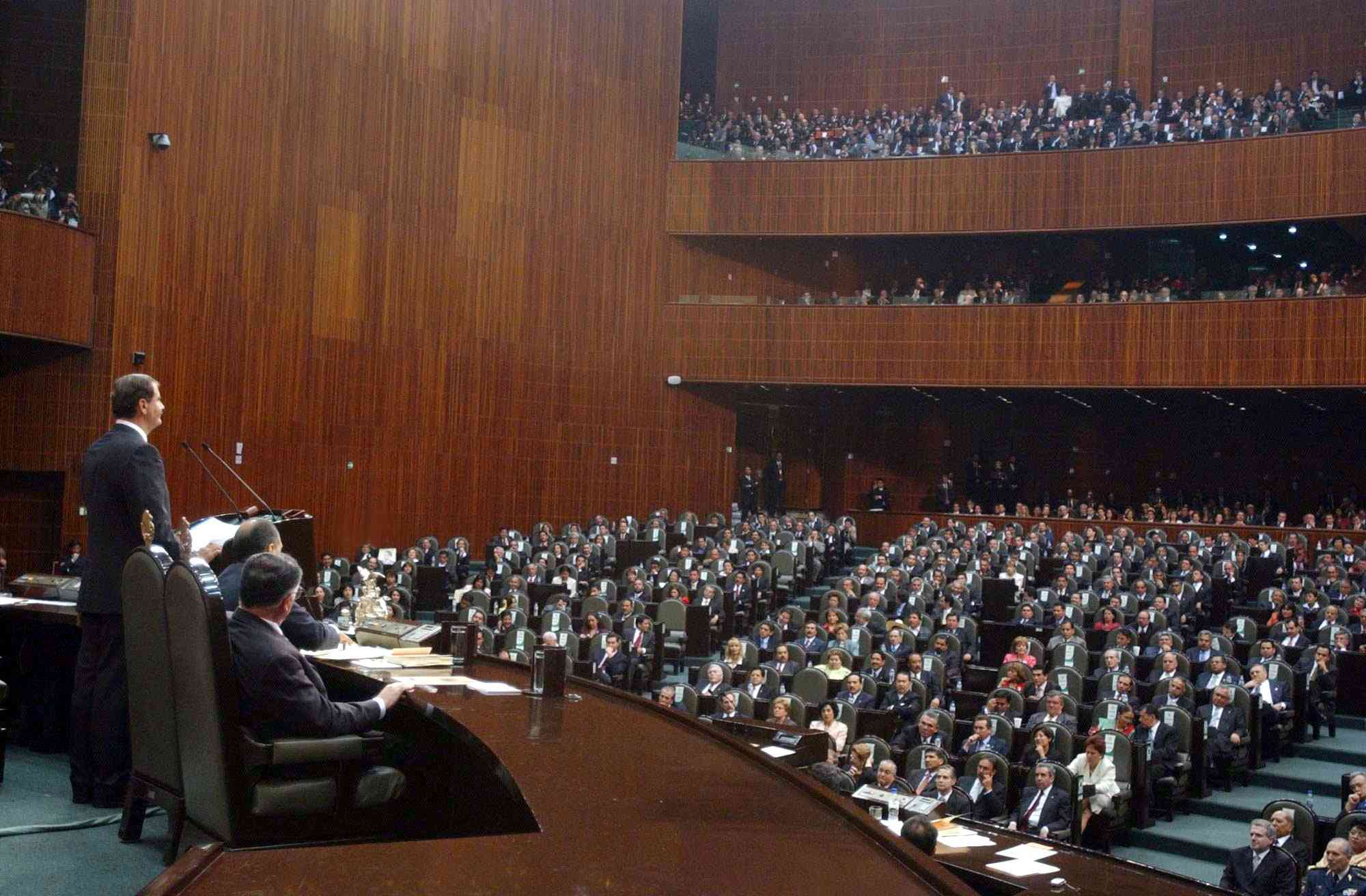
Fox como presidente rindiendo su informe de gobierno ante el Congreso de la Unión.

Desde el inicio del proceso, el Jefe de gobierno sostuvo que el actuar del gobierno federal en su contra tenía claras intencionalidades políticas de bloquear o eliminar en toda forma cualquier posibilidad de que participase en el proceso electoral de 2006. Dijo que no existía ningún documento que indicase que él hubiera dado alguna orden para violar el mandamiento judicial, que no había delito que perseguir, apuntó que la secretaría de gobernación se involucró indebidamente en el procedimiento al proporcionar información que se suponía debía ser aportada por la defensa del acusado, y aun así, se dijo dispuesto a mantener el diálogo con el gobierno, pidiendo no comprometer la estabilidad del país.
En un inicio, varios actores políticos relevantes mostraron su preocupación por la intentona del desafuero, manteniéndose solo el PAN como el único partido dispuesto a llevarlo hasta el fin. La senadora priista Dulce María Sauri Riancho resaltó que la decisión de proceder por parte de la PGR, la supuesta intervención del gobierno federal en las elecciones de Yucatán, y el llamado al diálogo “totalmente anticlimático” por parte de Fox mostraba el riesgo de crisis que se gestaba rumbo al 2006. Legisladores del PRI, PRD, PT y Convergencia coincidieron en que el asunto del desafuero era una estrategia política instrumentada para cerrarle el paso a alguien a quien el presidente veía como un adversario personal. El petista Óscar González Yáñez señaló que Fox pretendía conducir al país a una confrontación con una prematura sucesión presidencial desatada, el perredista Inti Muñoz Santini dijo que el gobierno había caído en: “judicializar la política y politizar la justicia”, en tanto el coordinador de Convergencia dijo que se trataba de un suceso delicado que podía dar un riesgoso vuelco político. El dirigente nacional del PRI, Roberto Madrazo, en un principio, negó secundar al gobierno con la frase “no es nuestro pleito”, en tanto el presidente del senado; Enrique Jackson dijo que era inmerecido para el país adentrarse en una dinámica de escándalos. Representantes de la Iglesia católica dijeron que la situación “encrespaba” a México, y lo sumía en un conflicto de rounds.
El abogado Javier Quijano, representante legal del Jefe de gobierno, mantuvo consistentemente ante los medios de comunicación que las violaciones a las garantías de un debido proceso legal, el intento de destitución de un gobernante electo y de su consecuente prohibición de participar en unas elecciones constituían un coup d'État.  El Jefe de gobierno, por su parte, se dijo dispuesto a enfrentar la prisión, aun y cuando tenía derecho a recurrir primero a otras acciones legales. Haciendo un recorrido de su trayectoria política a contracorriente, desde sus tiempos de líder social en Tabasco, siempre en condiciones hostiles y adversas, sostuvo que la lucha por la democracia tenía que librarse; a pesar de cualquier costo personal. En enero de 2005, durante una entrevista con Ciro Gómez Leyva, entonces conductor del canal CNI 40, el Jefe de Gobierno respondió a la pregunta de qué pasaría si se consumaba el desafuero, y declaró: "Yo voy a dejar de ser el jefe de gobierno si se consuma éste atropello, esta arbitrariedad, estando prácticamente en la cárcel, si así lo quiere el juez".
Al interior de las Fuerzas Armadas hubo malestar, por la preocupación de tener que ser utilizadas con fines represivos una vez que se acometiera el desafuero. Opiniones desde la Sedena sugerían que la obstinación de Fox por sepultar las aspiraciones presidenciales del gobernante capitalino por encima de los costos económicos, políticos y sociales para el país, alertaban de un posible escenario de violencia. Desde la Bolsa Mexicana de Valores hubo previsiones que hablaban de caída de las acciones y fuga de capitales si se llegaba a finiquitar el desafuero.
Con la abierta opinión en contra del desafuero por parte de la mayoría de los medios internacionales, y tres días después de la congregación de la marcha del silencio, la mayor concentración cívica en la historia del país, el 27 de abril el presidente anunció que aceptaba la renuncia del procurador Rafael Macedo de la Concha.  En un mensaje hecho en cadena nacional, Vicente Fox dijo que su gobierno a nadie impediría participar en la próxima contienda federal. El posterior envío de una iniciativa al congreso para respetar la presunción de inocencia y mantener la vigencia de los derechos políticos de las personas sujetas a proceso fue considerada otra de las victorias del movimiento democrático. La movilización y la participación ciudadana, el despunte de un movimiento social y de una ciudadanía despierta que buscó poner en el centro la dignidad y el derecho a elegir, fue evaluada como otra de las conquistas que se produjeron a raíz de esta experiencia.

## Normativa

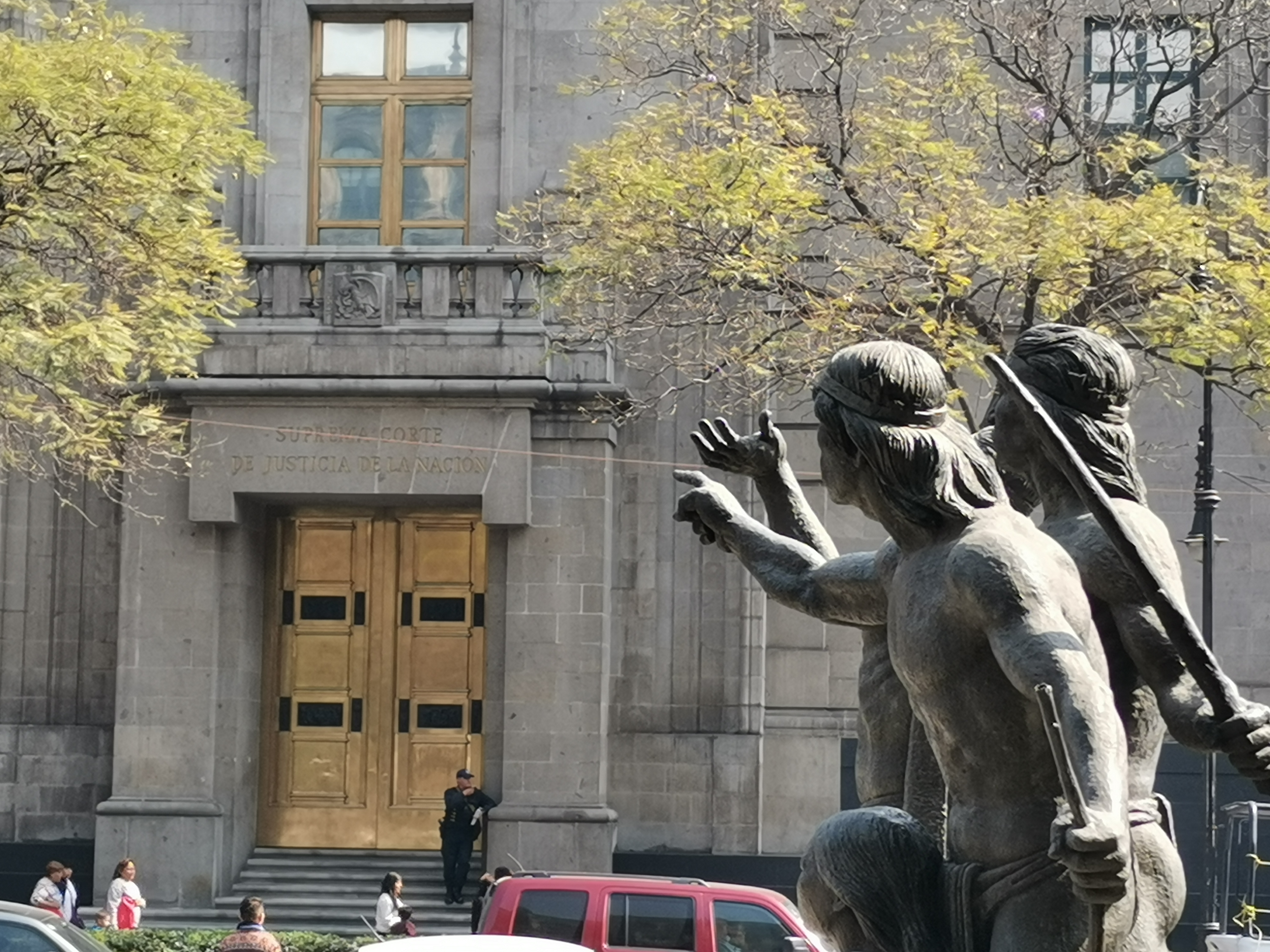
La sala segunda de la Suprema Corte de Justicia de la Nación se había pronunciado por dejar sin efectos la resolución por la cual se ordenaba cesar los trabajos hechos en El Encino, pese a esto, la PGR insistió en tratar de entablar un proceso.

Durante el procedimiento, a juicio del jurista Jaime Cárdenas Gracia, se advirtieron las siguientes faltas o violaciones procesales que desacreditaron en el aspecto normativo al todo el contencioso que se siguió: las actuaciones parciales y acercamientos discretos entre el encargado del poder ejecutivo, su procurador general, y el ministro presidente de la corte, dos poderes en teoría separados, para allanar el camino al desafuero; uso faccioso del aparato del Estado y de las instituciones por un grupo gobernante; el recurso de “darle vuelta a la ley” para impedir a un potencial candidato presentarse a las elecciones, poniendo en riesgo a la democracia constitucional. De igual manera, sostuvo que hubo una violación a los principios judiciales de  independencia e imparcialidad respecto al caso, en razón de las reuniones que mantuvieron el presidente de la república, el procurador general, el secretario de gobernación, el presidente de la suprema corte y otros funcionarios en la  residencia oficial, para tratar el caso en el año 2004.

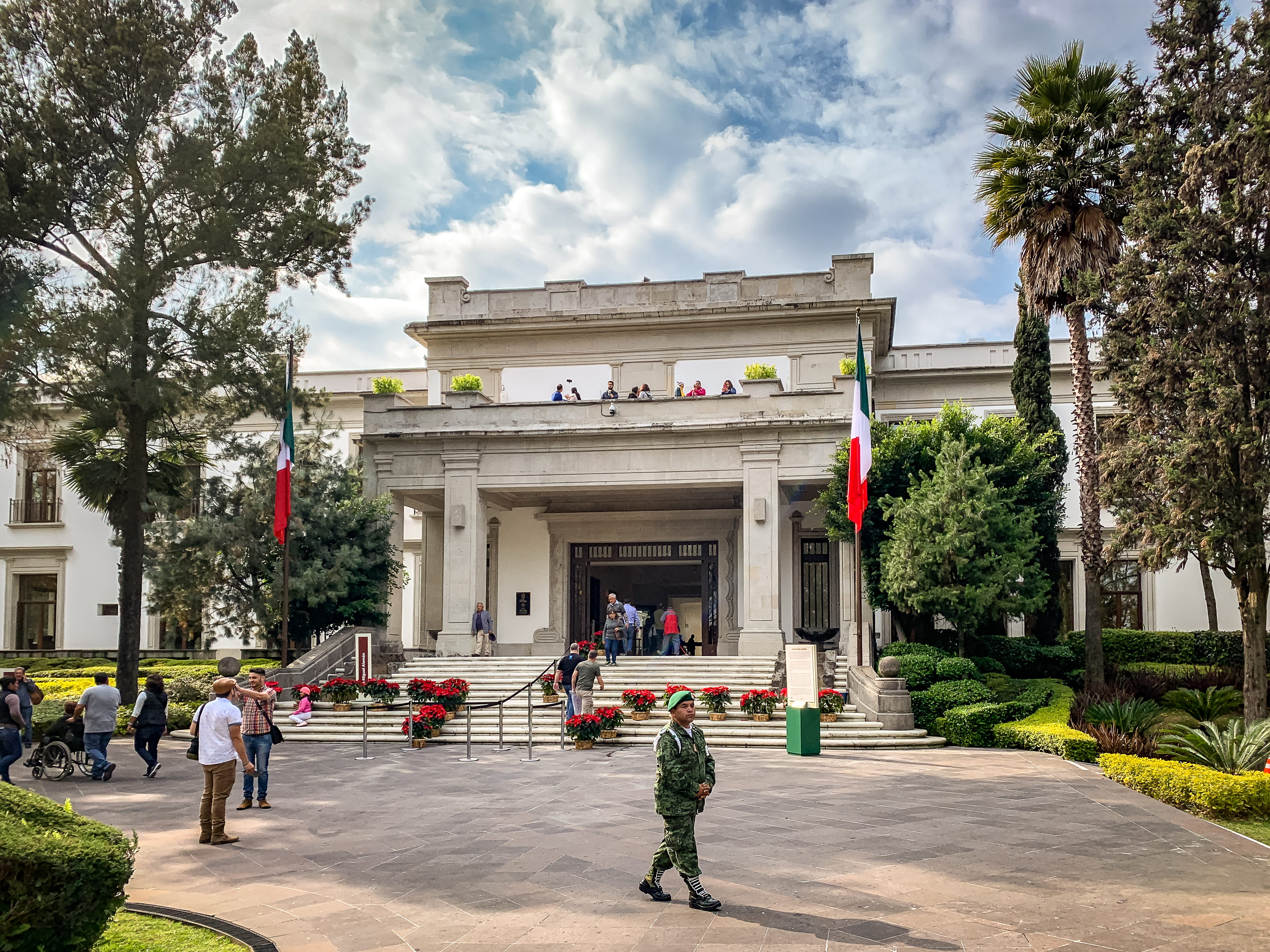
El presidente Fox convocaría varias veces al ministro presidente Mariano Azuela Guitrón, para procurar la procedencia del desafuero, a la residencia oficial de Los Pinos.

Cárdenas también sostiene que el ministerio público nunca investigó, como era su deber de acuerdo a la ley, si efectivamente la suspensión fue incumplida, ya que en el expediente del caso jamás figuró una señal de investigación propia de los hechos, asimismo, fueron presentadas pruebas nulas de pleno derecho, por no practicarse siguiendo el debido proceso, y por no realizarse nunca la inspección judicial requerida por la ley. Sobresalen también el hecho de que el ministerio público inicio la averiguación sin que un juez le diese vista, insistió en solicitar el procedimiento aun y cuando el acto reclamado había ya perdido su valimiento, y pese a que no acreditara debidamente el interés jurídico, entre otras irregularidades procesales en torno a todo el caso y realizadas de igual modo por la cámara de diputados. Cárdenas Gracia concluía que: “Esto, desde luego (…) se llama utilización facciosa del poder para descarrilar el proceso de transición democrática en México”.
El artículo 111 de la Constitución Política de los Estados Unidos Mexicanos indica que para proceder penalmente contra determinados funcionarios públicos, por la presunta comisión de delitos durante el tiempo de su encargo, la cámara de diputados declarará por mayoría absoluta de sus miembros presentes en sesión, si ha o no lugar a proceder contra el inculpado. Esta inmunidad procesal se confunde generalmente con la libertad discurso protegida constitucionalmente, concedida a los miembros del congreso por el artículo 61, conocido como fuero (de la palabra forum en latín); a este proceso se le conoce como “desafuero”. Puesto que la inmunidad para el procesamiento criminal se confunde con esta noción de fuero, es decir con lo que es propiamente el fuero parlamentario, el término suele ser utilizado indistintamente.
Si la cámara de diputados vota en negativa, el procesamiento puede ocurrir cuando el funcionario deje su puesto, pues los diputados no votan sobre la acusación, sino solamente si entienden que hay una creencia razonable que el delito fue cometido. Si votan a favor, el funcionario puede ser procesado. En tal caso la normativa establece que el funcionario es separado de su cargo. La Constitución asigna que por mandato los gobernadores de los estados están sujetos a los congresos de sus respectivos estados; en este caso, para aducir que el desafuero era viable sin consultar al órgano legislativo local, los promoventes del mismo alegaron que el Distrito Federal no era un estado, cuestión que fue debatida jurídicamente, ya que si tal razonamiento era cierto entonces el Jefe de gobierno no tendría la obligación de separarse de su cargo seis meses antes de la elección presidencial, como la constitución establecía en su artículo 82, ya que no tendría la calidad jurídica de un gobernador.
Quien está en proceso penal tiene sus derechos políticos suspendidos, según el artículo 38 constitucional, así que no puede ejercer su derecho a votar o presentarse a alguna candidatura, por lo menos hasta que concluya su proceso. A todos los candidatos a la elección presidencial en julio del 2006 se les requería postularse a más tardar el 15 de enero de 2006, aunque la ley permite un cambio del candidato hasta mayo del mismo año. Fue la primera vez que el potencial de arma política contenido en el artículo 38 fue utilizado para intentar anular preelectoralmente a un adversario. El sistema legislativo no había sido probado en casos como este, y por ser un caso especial el del Distrito Federal (por no ser considerado un estado en ese entonces) se desarrollaron todo tipo de argumentaciones a favor o en contra del procedimiento por cómo fue practicado.
El ministro de la SCJN en retiro, Juventino Castro y Castro, también expresó abiertamente su oposición al desafuero desde un punto de vista jurídico, mientras que el destacado jurista y abogado laboralista Néstor de Buen llamó: “conjunto de estupideces” a las maniobras intentadas por el gobierno federal para tratar de impedir que el Jefe de gobierno se convirtiera en candidato presidencial, además de considerar que existía una absoluta falta de razón constitucional en las conducciones que se habían desarrollado con motivo del procedimiento.

## La marcha del silencio y la resistencia civil pacífica
Con la consumación del desafuero vendría la organización de un movimiento de resistencia civil pacífica a lo largo del país, a través de una convocatoria social que exhortaba a no permitir el menoscabo de la democracia y a hacer prevalecer la pluralidad mediante la deliberación electoral. Como parte de esta resistencia cívica fueron llevadas a cabo manifestaciones y acciones de protesta a nivel nacional, que incluían actos de desobediencia civil y huelga de hambre. Entre los meses de marzo y abril de 2005 estas manifestaciones serían constantes como una expresión de descontento social a raíz del desafuero, durante las jornadas de protesta la consigna “Todos somos López” fue acogida como una formulación de exigencia de justicia, que hacía eco en alguna medida de la expresión “Todos somos Marcos” a raíz de la experiencia zapatista.

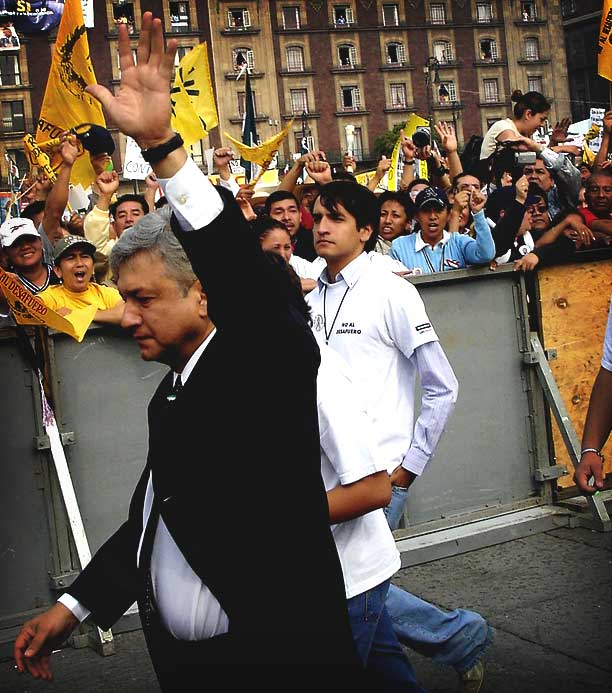
López Obrador, en ese entonces jefe de gobierno durante una de las manifestaciones de la resistencia civil, caminando por la plancha del zócalo.

La principal movilización popular de protesta fue la llamada «marcha del silencio», realizada el 24 de abril de 2005, nombrada de esa manera porque se invitó a los asistentes a guardar silencio durante la manifestación como una forma adicional de protesta, como se hiciera durante alguna de las jornadas del movimiento del 68, razón por la cual entre los asistentes hubo quienes portaban cubrebocas, el simbólico silencio habría de mantenerse, en términos generales, hasta la aparición del líder. El periodista Jaime Avilés elaboró una crónica de la manifestación que sería luego publicada por La Jornada, en donde registraba como una anécdota que en un Sanborns de la Avenida Juárez, cuando el maestro de ceremonias, desde las televisiones, invitaba a entonar el himno nacional para concluir la concentración, todos los asistentes del restaurante se pusieron de pie, descubriéndose las cabezas, para participar en el canto. Asimismo daba cuenta de que, hasta dos horas después de concluido el evento, los últimos contingentes que habían marchado sobre el Paseo de la Reforma seguían arribando al zócalo.
Entre los manifestantes se observaron pancartas de protesta con todo tipo de leyendas y expresiones adjuntas, sobresaliendo creatividades con mensajes como: “Todos somos López, Nobody is Fox”; “La democracia en México no vale dos mil pesos”; “Voy callado, escuchen mis mentadas”; “Nosotros los López, ustedes los ricos”; “Fox rectifica ¡hoy, hoy, hoy!” (en alusión a aquella famosa frase de la campaña foxista, exigiendo un debate improvisado en un día contra sus contendientes Cárdenas y Labastida), y “Si condenan a la democracia ¿Quién pagará la fianza?”.
En el seno del PEN Club surgió la iniciativa de emitir un exhorto al gobierno mexicano de dar marcha atrás al desafuero y permitir elecciones libres y justas en México, tal exordio sería apoyado por escritores de renombre internacional: Salman Rushdie, Tomás Eloy Martínez y Ryszard Kapuściński, en el mismo sentido se habían pronunciado antes escritores como Eduardo Galeano, José Saramago y Mario Benedetti.

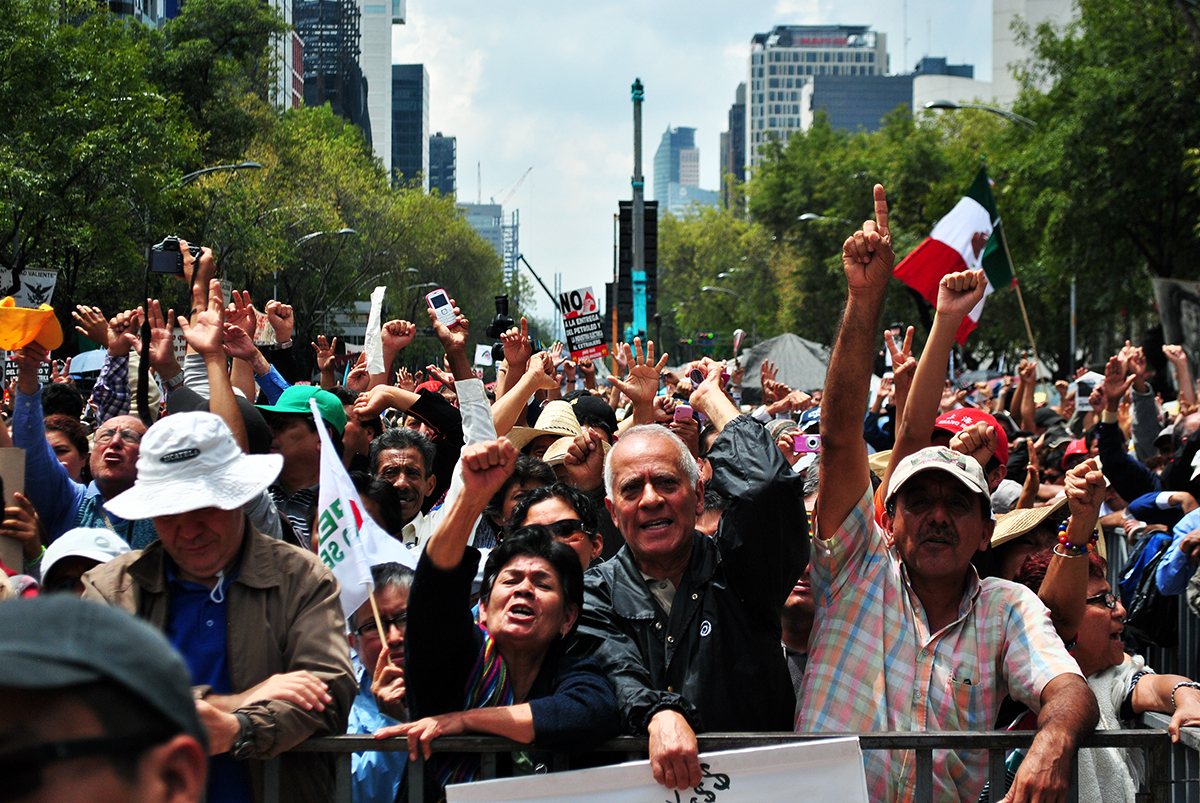
La resistencia cívica frente al desafuero sería la génesis de un movimiento social que participaría en otros frentes de lucha desde entonces.

La concentración cívica destacó por su ambiente festivo y alegre, en donde se desarrollaron muestras de la creatividad y la plástica popular a través de grandes esculturas alegóricas de papel mache, alebrijes y otras representaciones artísticas de grandes dimensiones. Como ejemplo de esto, un grupo de ciudadanos construyó una enorme réplica de un caballo de Troya, hecho con huacales de madera, y al fin de la manifestación fue a dejarlo a las puertas de Palacio Nacional, otro elaboró un enorme toro de alambre, de más de cinco metros, forrado de engrudo y periódicos, sosteniendo la leyenda: “Peje el Toro es inocente” (en alusión a la famosa película de Pedro Infante), entre muchos otros.
Ante la falta de espacio en la plaza central de la ciudad y sus alrededores, varias cuadras antes de la avenida Juárez, entre las calles de Reforma y Laufraga fue colocada una pantalla gigante frente al Hemiciclo a Juárez, no obstante, ante la insuficiencia de este medio, aparecieron entre los contingentes radios portátiles, hombres sosteniendo bocinas, rodeados de escuchas que de esta manera pudieron seguir el desarrollo del mitin en el zócalo y la alocución que hiciera el Jefe de gobierno.
En medio de la gran marcha el Jefe de gobierno tomó la palabra después de un solo orador más, desde el templete dirigió un mensaje que tuvo una duración de media hora, en donde hizo una exposición que reivindicaba el “noble oficio de la política” y delineó los ejes de un proyecto nacional, también convocó a un acuerdo con todos los sectores de la sociedad para construir los cambios que demandaba el país, en la parte central de su mensaje el Jefe de gobierno sostuvo: “Los últimos acontecimientos están reafirmando lo que sostuvimos desde el principio, que el asunto con que se fueron no es de naturaleza jurídica sino política; inhabilitarme políticamente para que mi nombre no aparezca en las boletas electorales de 2006, por esa razón, mucha gente que no milita en mi partido el PRD, se manifiestan abiertamente contra un retroceso democrático, y a nuestros adversarios les produce un miedo irracional que podamos llevar a la práctica un proyecto alternativo de nación… (Finalizando); Los quiero desaforadamente”.
En la conclusión de su mensaje el Jefe de gobierno instó al público a seguir defendiendo el derecho del pueblo de elegir libremente a sus gobernantes, a orientar todas las acciones de la resistencia civil por la vía pacífica, y acto seguido anunció que tenía la intención de reintegrarse a sus funciones como gobernante de la capital, informó no estaba sujeto a ningún proceso judicial, y que volvería a sus actividades de inauguración de obras para la ciudad y para la supervisión de los programas de desarrollo que su gobierno había iniciado, anuncio que fue celebrado con una prolongada ovación. El gobierno federal reaccionaría a través de su vocero, diciendo que el anuncio del “señor López” de reintegrarse a sus funciones como gobernante capitalino era “una provocación”.
Dentro de los medios electrónicos nacionales, el canal de televisión pública CNI 40 fue el único medio que dio seguimiento puntual al desarrollo de las manifestaciones y las expresiones de organización popular en respuesta al desafuero, incluyéndose la transmisión en vivo de la movilización social.
La marcha del silencio fue la mayor manifestación cívica-ciudadana en la historia del país, y a ella concurrirían más de un millón de personas.

## Balances

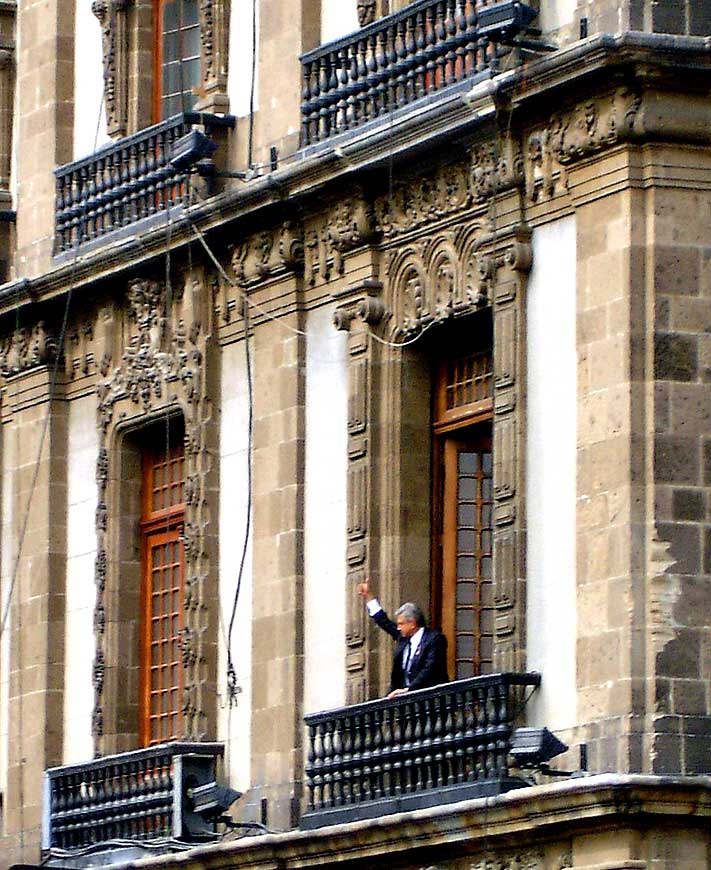
El Jefe de gobierno saluda hacia la Plaza de la Constitución desde un balcón del Ayuntamiento capitalino.

Elena Poniatowska y Rius, este último con su libro de 2006; Votas y te vas, coincidieron en reseñar el turbulento proceso del desafuero como la antesala de un golpe de Estado prelectoral que se consumaría con las cuestionadas elecciones presidenciales que vendrían después, concretándose los fines en un principio buscados por la maniobra supuestamente legalista: que el sistema le cerrara el paso a uno de los contendientes que podría ponerlo en jaque.
El diplomático y analista político Adolfo Aguilar Zínser consideró que el desenlace del desafuero fue una lección que debió aprender el poder ejecutivo, dada por una ciudadanía movilizada en exigencia de que fuese respetado su derecho a decidir, de hacer prevalecer a la democracia, aunque fue una lección que se aprendió tarde y después de haber polarizado al país. Mientras que valoró las actuaciones de la PGR y sus funcionarios en este enredo como propias de una policía política.

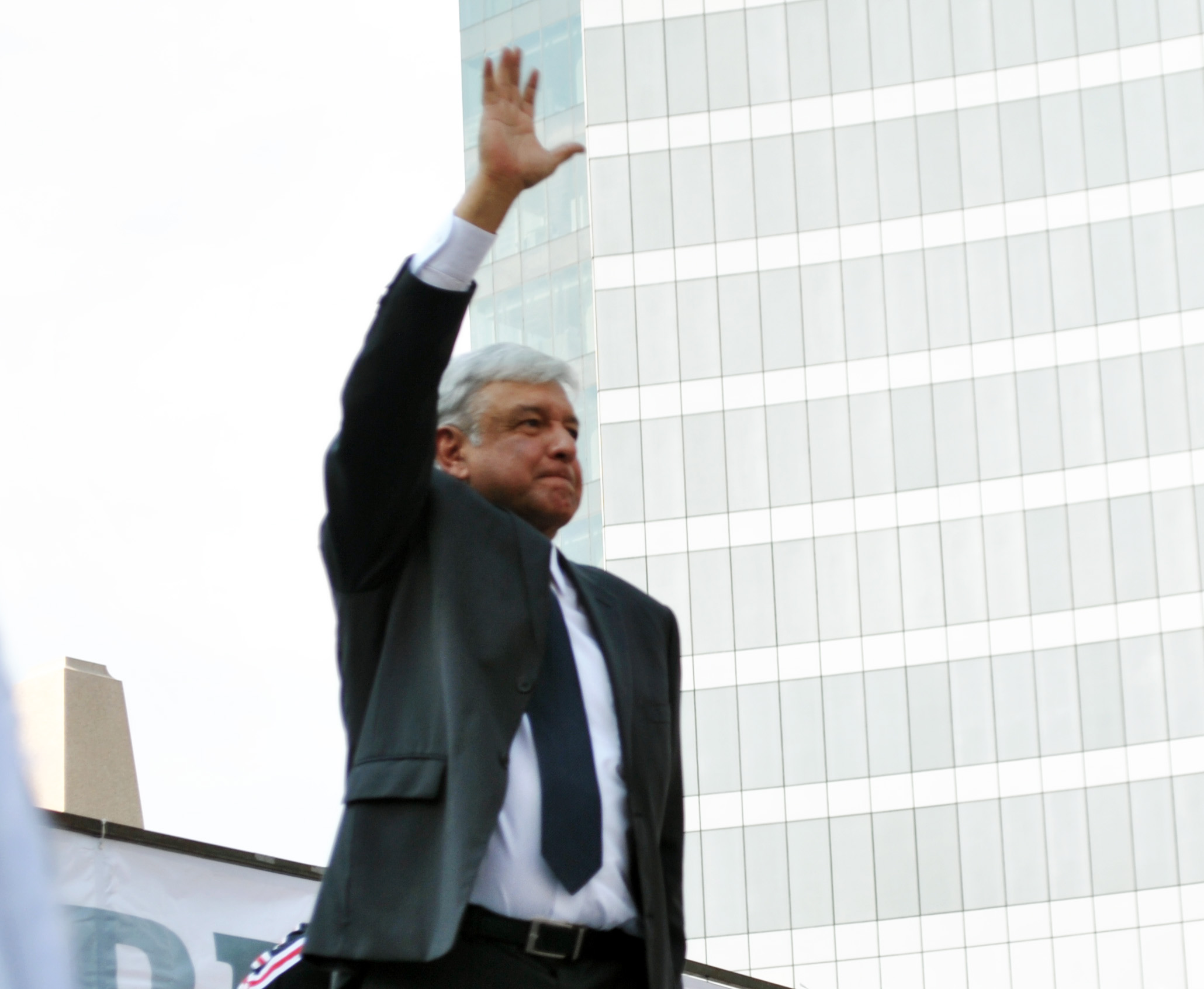
El Jefe de gobierno lograría finalmente ser candidato a la presidencia en 2006, lo sería también en 2012 y en 2018.

El escritor Carlos Monsiváis calificó el movimiento social suscitado positivamente, como muestra de una sociedad activa en demanda de ser escuchada, en especial la movilización popular del 24 de abril: “Es un reclamo de la ciudadanía hacia las autoridades y una consolidación de la ciudadanía frente a sí misma. No es nada más dirigirse a las autoridades federales que han fracasado; es que la sociedad se dirige a sí misma para comprobar que tiene vitalidad, que tiene fuerza, que tiene energía y que tiene una capacidad civilizadora enorme”.
Para el historiador Lorenzo Meyer la lógica del gobierno falló desde el momento en que decidió utilizar a las instituciones contra un adversario político para descarrilarlo de la sucesión presidencial, algo que, como tal, no fue visto ni en los peores momentos del régimen autoritario priista, y operó como una trama que puso en juego el progreso democrático del país.
Desde un principio, varias personalidades o figuras intelectuales del país fueron pronunciándose públicamente en contra del desafuero, en términos generales, planteaban que el proceder del gobierno era un grave retroceso democrático que tenía efectos regresivos en la transición democrática apenas cumplida en el año 2000. Así mismo, coincidirían después en que el desenlace del proceso constituía una victoria democrática de la sociedad frente al poder. Entre dichas figuras se encontraban José María Pérez Gay, Arnaldo Córdova, Enrique González Pedrero, Luis Javier Garrido, Víctor Flores Olea, Bolívar Echeverría, Armando Bartra y Luciano Concheiro Bórquez.
Por último, personas militantes de la resistencia civil como Héctor Díaz Polanco, Pedro Salmerón, John M. Ackerman y Martí Batres han coincidido en que la experiencia de organización cívica de resistencia frente al desafuero, constituyó las bases de un movimiento político y social que a partir de entonces tendría gran trascendencia en la vida pública nacional: El Obradorismo.